# Pasqualini-Syndrom
Das Pasqualini-Syndrom, »fertiler Eunuchoidismus« ist eine sehr seltene angeborene Erkrankung mit den Hauptmerkmalen eines Eunuch-artigen Hochwuchses und einer Hodenfunktionsstörung mit verminderter Androgenproduktion aufgrund einer Störung des GnRH mit isoliertem Mangel an Luteinisierendem Hormon (Hypogonadotropismus), aber vorhandener bis normaler Spermatogenese und Fruchtbarkeit.
Synonyme sind: Hypogonadotropic Hypogonadism 23 Without Anosmia; HH23
Die Bezeichnung bezieht sich auf den Erstautor der Erstbeschreibung aus dem Jahre 1950 durch den argentinischen Endokrinologen Rodolfo Q. Pasqualini und E. G. Bur.

## Ursache
Der Erkrankung liegen Mutationen im LHB-Gen auf Chromosom 19 Genort q13.33 zugrunde.

## Klinische Erscheinungen
Klinische Kriterien sind:
- Bild des Eunuchoidismus: Hochwuchs, Fettsucht, Fistelstimme, mangelnde Sekundärbehaarung
- normaler Hodenbefund, verminderte Ejakulat-Menge, normale Fruchtbarkeit

## Diagnose
Aufgrund des LH-Mangels erheblich vermehrte Leydig-Zwischenzellen histologisch.
Kongenitaler isolierter Hypogonadotroper Hypogonadismus mit vermindertem LH-Spiegel bei normalem FSH-Spiegel im Blutserum.

## Geschichte
Nach dem Erstbeschrieb im Jahre 1950 erschien von Pasqualini 1953 eine Publikation in Englisch.
Im gleichen Jahr wurde von E. PERRY McCULLAGH, J. C. BECK, und C. A. SCHAFFENBURG gleichfalls das Krankheitsbild beschrieben.